# Route d'Occitanie 2021
La 45e édition de la Route d'Occitanie a lieu du 10 au 13 juin 2021.

## Équipes
| WorldTeams (8)- AG2R Citroën Team - Astana-Premier Tech - Cofidis - EF Education-Nippo - Groupama-FDJ - Ineos Grenadiers - Movistar Team - Trek-Segafredo ProTeams (8)- B&B Hotels p/b KTM - Burgos-BH - Caja Rural-Seguros RGA - Delko - Equipo Kern Pharma - Euskaltel-Euskadi - Arkéa-Samsic - Total Direct Énergie Équipes continentales (3)- Saint Michel-Auber 93 - Bike Aid - Xelliss-Roubaix Lille Métropole Équipe nationale- France |
| |

## Étapes
| Étape     | Date    | Villes étapes                         | type                      | Distance (km) | Vainqueur d'étape   | Leader du classement général |
| --------- | ------- | ------------------------------------- | ------------------------- | ------------- | ------------------- | ---------------------------- |
| 1re étape | 10 juin | Cazouls-lès-Béziers – Lacaune         | étape de moyenne montagne | 156,5         | Andrea Vendrame     | Andrea Vendrame              |
| 2e étape  | 11 juin | Villefranche-de-Rouergue – Auch       | étape de plaine           | 198,7         | Arnaud Démare       | Andrea Vendrame              |
| 3e étape  | 12 juin | Pierrefitte-Nestalas – Le Mourtis     | étape de montagne         | 191,8         | Antonio Pedrero     | Antonio Pedrero              |
| 4e étape  | 13 juin | Lavelanet – Duilhac-sous-Peyrepertuse | étape de moyenne montagne | 151,2         | Magnus Cort Nielsen | Antonio Pedrero              |

### 1reétape
| \| Classement de l'étape \| Classement de l'étape \| Classement de l'étape \| Classement de l'étape \| Classement de l'étape \| \| Coureur \| Coureur \| Pays \| Équipe \| Temps \| \| --------------------- \| --------------------- \| --------------------- \| ---------------------- \| --------------------- \| \| 1er \| Andrea Vendrame \| Italie \| AG2R Citroën Team \| 3 h 59 min 41 s \| \| 2e \| Magnus Cort Nielsen \| Danemark \| EF Education-Nippo \| + 4 s \| \| 3e \| Jacopo Mosca \| Italie \| Trek-Segafredo \| + 4 s \| \| 4e \| Luis León Sánchez \| Espagne \| Astana-Premier Tech \| + 4 s \| \| 5e \| Jesús Herrada \| Espagne \| Cofidis \| + 4 s \| \| 6e \| Ben Swift \| Royaume-Uni \| Ineos Grenadiers \| + 4 s \| \| 7e \| Tony Gallopin \| France \| AG2R Citroën Team \| + 4 s \| \| 8e \| Romain Hardy \| France \| Arkéa-Samsic \| + 4 s \| \| 9e \| Diego López \| Espagne \| Equipo Kern Pharma \| + 4 s \| \| 10e \| Jhojan García \| Colombie \| Caja Rural-Seguros RGA \| + 4 s \| |                     |             |                        |                 |
| |                     |             |                        |                 |
| Source : ProCyclingStats |                     |             |                        |                 |
| Classement de l'étape |                     |             |                        |                 |
| Coureur | Coureur             | Pays        | Équipe                 | Temps           |
| 1er | Andrea Vendrame     | Italie      | AG2R Citroën Team      | 3 h 59 min 41 s |
| 2e | Magnus Cort Nielsen | Danemark    | EF Education-Nippo     | + 4 s           |
| 3e | Jacopo Mosca        | Italie      | Trek-Segafredo         | + 4 s           |
| 4e | Luis León Sánchez   | Espagne     | Astana-Premier Tech    | + 4 s           |
| 5e | Jesús Herrada       | Espagne     | Cofidis                | + 4 s           |
| 6e | Ben Swift           | Royaume-Uni | Ineos Grenadiers       | + 4 s           |
| 7e | Tony Gallopin       | France      | AG2R Citroën Team      | + 4 s           |
| 8e | Romain Hardy        | France      | Arkéa-Samsic           | + 4 s           |
| 9e | Diego López         | Espagne     | Equipo Kern Pharma     | + 4 s           |
| 10e | Jhojan García       | Colombie    | Caja Rural-Seguros RGA | + 4 s           |

| \| Classement général \| Classement général \| Classement général \| Classement général \| Classement général \| \| Coureur \| Coureur \| Pays \| Équipe \| Temps \| \| ------------------ \| ------------------- \| ------------------ \| ------------------- \| ------------------ \| \| 1er \| Andrea Vendrame \| Italie \| AG2R Citroën Team \| 3 h 59 min 31 s \| \| 2e \| Magnus Cort Nielsen \| Danemark \| EF Education-Nippo \| + 8 s \| \| 3e \| Jacopo Mosca \| Italie \| Trek-Segafredo \| + 10 s \| \| 4e \| Jon Agirre \| Espagne \| Equipo Kern Pharma \| + 12 s \| \| 5e \| José Manuel Díaz \| Espagne \| Delko \| + 13 s \| \| 6e \| Luis León Sánchez \| Espagne \| Astana-Premier Tech \| + 14 s \| \| 7e \| Jesús Herrada \| Espagne \| Cofidis \| + 14 s \| \| 8e \| Ben Swift \| Royaume-Uni \| Ineos Grenadiers \| + 14 s \| \| 9e \| Tony Gallopin \| France \| AG2R Citroën Team \| + 14 s \| \| 10e \| Romain Hardy \| France \| Arkéa-Samsic \| + 14 s \| |                     |             |                     |                 |
| |                     |             |                     |                 |
| Source : ProCyclingStats |                     |             |                     |                 |
| Classement général |                     |             |                     |                 |
| Coureur | Coureur             | Pays        | Équipe              | Temps           |
| 1er | Andrea Vendrame     | Italie      | AG2R Citroën Team   | 3 h 59 min 31 s |
| 2e | Magnus Cort Nielsen | Danemark    | EF Education-Nippo  | + 8 s           |
| 3e | Jacopo Mosca        | Italie      | Trek-Segafredo      | + 10 s          |
| 4e | Jon Agirre          | Espagne     | Equipo Kern Pharma  | + 12 s          |
| 5e | José Manuel Díaz    | Espagne     | Delko               | + 13 s          |
| 6e | Luis León Sánchez   | Espagne     | Astana-Premier Tech | + 14 s          |
| 7e | Jesús Herrada       | Espagne     | Cofidis             | + 14 s          |
| 8e | Ben Swift           | Royaume-Uni | Ineos Grenadiers    | + 14 s          |
| 9e | Tony Gallopin       | France      | AG2R Citroën Team   | + 14 s          |
| 10e | Romain Hardy        | France      | Arkéa-Samsic        | + 14 s          |

### 2eétape
| \| Classement de l'étape \| Classement de l'étape \| Classement de l'étape \| Classement de l'étape \| Classement de l'étape \| \| Coureur \| Coureur \| Pays \| Équipe \| Temps \| \| --------------------- \| --------------------- \| --------------------- \| ------------------------------- \| --------------------- \| \| 1er \| Arnaud Démare \| France \| Groupama-FDJ \| 5 h 01 min 31 s \| \| 2e \| Orluis Aular \| Venezuela \| Caja Rural-Seguros RGA \| + 0 s \| \| 3e \| Jacopo Mosca \| Italie \| Trek-Segafredo \| + 0 s \| \| 4e \| Lorrenzo Manzin \| France \| Total Direct Énergie \| + 0 s \| \| 5e \| David González López \| Espagne \| Caja Rural-Seguros RGA \| + 0 s \| \| 6e \| Romain Hardy \| France \| Arkéa-Samsic \| + 0 s \| \| 7e \| Thomas Boudat \| France \| Arkéa-Samsic \| + 0 s \| \| 8e \| Andrea Vendrame \| Italie \| AG2R Citroën Team \| + 0 s \| \| 9e \| Emiel Vermeulen \| Belgique \| Xelliss-Roubaix Lille Métropole \| + 0 s \| \| 10e \| Lluís Mas \| Espagne \| Movistar Team \| + 0 s \| |                      |           |                                 |                 |
| |                      |           |                                 |                 |
| Source : ProCyclingStats |                      |           |                                 |                 |
| Classement de l'étape |                      |           |                                 |                 |
| Coureur | Coureur              | Pays      | Équipe                          | Temps           |
| 1er | Arnaud Démare        | France    | Groupama-FDJ                    | 5 h 01 min 31 s |
| 2e | Orluis Aular         | Venezuela | Caja Rural-Seguros RGA          | + 0 s           |
| 3e | Jacopo Mosca         | Italie    | Trek-Segafredo                  | + 0 s           |
| 4e | Lorrenzo Manzin      | France    | Total Direct Énergie            | + 0 s           |
| 5e | David González López | Espagne   | Caja Rural-Seguros RGA          | + 0 s           |
| 6e | Romain Hardy         | France    | Arkéa-Samsic                    | + 0 s           |
| 7e | Thomas Boudat        | France    | Arkéa-Samsic                    | + 0 s           |
| 8e | Andrea Vendrame      | Italie    | AG2R Citroën Team               | + 0 s           |
| 9e | Emiel Vermeulen      | Belgique  | Xelliss-Roubaix Lille Métropole | + 0 s           |
| 10e | Lluís Mas            | Espagne   | Movistar Team                   | + 0 s           |

| \| Classement général \| Classement général \| Classement général \| Classement général \| Classement général \| \| Coureur \| Coureur \| Pays \| Équipe \| Temps \| \| ------------------ \| ------------------- \| ------------------ \| ------------------- \| ------------------ \| \| 1er \| Andrea Vendrame \| Italie \| AG2R Citroën Team \| 9 h 01 min 02 s \| \| 2e \| Jacopo Mosca \| Italie \| Trek-Segafredo \| + 6 s \| \| 3e \| Magnus Cort Nielsen \| Danemark \| EF Education-Nippo \| + 8 s \| \| 4e \| Jon Agirre \| Espagne \| Equipo Kern Pharma \| + 12 s \| \| 5e \| José Manuel Díaz \| Espagne \| Delko \| + 13 s \| \| 6e \| Romain Hardy \| France \| Arkéa-Samsic \| + 14 s \| \| 7e \| Ben Swift \| Royaume-Uni \| Ineos Grenadiers \| + 14 s \| \| 8e \| Jesús Herrada \| Espagne \| Cofidis \| + 14 s \| \| 9e \| Luis León Sánchez \| Espagne \| Astana-Premier Tech \| + 14 s \| \| 10e \| Roger Adrià \| Espagne \| Equipo Kern Pharma \| + 14 s \| |                     |             |                     |                 |
| |                     |             |                     |                 |
| Source : ProCyclingStats |                     |             |                     |                 |
| Classement général |                     |             |                     |                 |
| Coureur | Coureur             | Pays        | Équipe              | Temps           |
| 1er | Andrea Vendrame     | Italie      | AG2R Citroën Team   | 9 h 01 min 02 s |
| 2e | Jacopo Mosca        | Italie      | Trek-Segafredo      | + 6 s           |
| 3e | Magnus Cort Nielsen | Danemark    | EF Education-Nippo  | + 8 s           |
| 4e | Jon Agirre          | Espagne     | Equipo Kern Pharma  | + 12 s          |
| 5e | José Manuel Díaz    | Espagne     | Delko               | + 13 s          |
| 6e | Romain Hardy        | France      | Arkéa-Samsic        | + 14 s          |
| 7e | Ben Swift           | Royaume-Uni | Ineos Grenadiers    | + 14 s          |
| 8e | Jesús Herrada       | Espagne     | Cofidis             | + 14 s          |
| 9e | Luis León Sánchez   | Espagne     | Astana-Premier Tech | + 14 s          |
| 10e | Roger Adrià         | Espagne     | Equipo Kern Pharma  | + 14 s          |

### 3eétape
| \| Classement de l'étape \| Classement de l'étape \| Classement de l'étape \| Classement de l'étape \| Classement de l'étape \| \| Coureur \| Coureur \| Pays \| Équipe \| Temps \| \| --------------------- \| ---------------------------- \| --------------------- \| ---------------------- \| --------------------- \| \| 1er \| Antonio Pedrero \| Espagne \| Movistar Team \| 5 h 22 min 05 s \| \| 2e \| Jesús Herrada \| Espagne \| Cofidis \| + 40 s \| \| 3e \| Óscar Rodríguez Garaicoechea \| Espagne \| Astana-Premier Tech \| + 43 s \| \| 4e \| Cristian Rodríguez \| Espagne \| Total Direct Énergie \| + 46 s \| \| 5e \| Simon Carr \| Royaume-Uni \| EF Education-Nippo \| + 46 s \| \| 6e \| Giulio Ciccone \| Italie \| Trek-Segafredo \| + 46 s \| \| 7e \| Merhawi Kudus \| Érythrée \| Astana-Premier Tech \| + 1 min 18 s \| \| 8e \| Élie Gesbert \| France \| Arkéa-Samsic \| + 1 min 21 s \| \| 9e \| Mikel Bizkarra \| Espagne \| Euskaltel-Euskadi \| + 1 min 23 s \| \| 10e \| Julen Amézqueta \| Espagne \| Caja Rural-Seguros RGA \| + 1 min 26 s \| |                              |             |                        |                 |
| |                              |             |                        |                 |
| Source : ProCyclingStats |                              |             |                        |                 |
| Classement de l'étape |                              |             |                        |                 |
| Coureur | Coureur                      | Pays        | Équipe                 | Temps           |
| 1er | Antonio Pedrero              | Espagne     | Movistar Team          | 5 h 22 min 05 s |
| 2e | Jesús Herrada                | Espagne     | Cofidis                | + 40 s          |
| 3e | Óscar Rodríguez Garaicoechea | Espagne     | Astana-Premier Tech    | + 43 s          |
| 4e | Cristian Rodríguez           | Espagne     | Total Direct Énergie   | + 46 s          |
| 5e | Simon Carr                   | Royaume-Uni | EF Education-Nippo     | + 46 s          |
| 6e | Giulio Ciccone               | Italie      | Trek-Segafredo         | + 46 s          |
| 7e | Merhawi Kudus                | Érythrée    | Astana-Premier Tech    | + 1 min 18 s    |
| 8e | Élie Gesbert                 | France      | Arkéa-Samsic           | + 1 min 21 s    |
| 9e | Mikel Bizkarra               | Espagne     | Euskaltel-Euskadi      | + 1 min 23 s    |
| 10e | Julen Amézqueta              | Espagne     | Caja Rural-Seguros RGA | + 1 min 26 s    |

| \| Classement général \| Classement général \| Classement général \| Classement général \| Classement général \| \| Coureur \| Coureur \| Pays \| Équipe \| Temps \| \| ------------------ \| ---------------------------- \| ------------------ \| ---------------------- \| ------------------ \| \| 1er \| Antonio Pedrero \| Espagne \| Movistar Team \| 14 h 23 min 11 s \| \| 2e \| Jesús Herrada \| Espagne \| Cofidis \| + 44 s \| \| 3e \| Óscar Rodríguez Garaicoechea \| Espagne \| Astana-Premier Tech \| + 49 s \| \| 4e \| Giulio Ciccone \| Italie \| Trek-Segafredo \| + 56 s \| \| 5e \| Cristian Rodríguez \| Espagne \| Total Direct Énergie \| + 56 s \| \| 6e \| Simon Carr \| Royaume-Uni \| EF Education-Nippo \| + 1 min 19 s \| \| 7e \| Merhawi Kudus \| Érythrée \| Astana-Premier Tech \| + 1 min 28 s \| \| 8e \| Élie Gesbert \| France \| Arkéa-Samsic \| + 1 min 31 s \| \| 9e \| Mikel Bizkarra \| Espagne \| Euskaltel-Euskadi \| + 1 min 33 s \| \| 10e \| Julen Amézqueta \| Espagne \| Caja Rural-Seguros RGA \| + 1 min 36 s \| |                              |             |                        |                  |
| |                              |             |                        |                  |
| Source : ProCyclingStats |                              |             |                        |                  |
| Classement général |                              |             |                        |                  |
| Coureur | Coureur                      | Pays        | Équipe                 | Temps            |
| 1er | Antonio Pedrero              | Espagne     | Movistar Team          | 14 h 23 min 11 s |
| 2e | Jesús Herrada                | Espagne     | Cofidis                | + 44 s           |
| 3e | Óscar Rodríguez Garaicoechea | Espagne     | Astana-Premier Tech    | + 49 s           |
| 4e | Giulio Ciccone               | Italie      | Trek-Segafredo         | + 56 s           |
| 5e | Cristian Rodríguez           | Espagne     | Total Direct Énergie   | + 56 s           |
| 6e | Simon Carr                   | Royaume-Uni | EF Education-Nippo     | + 1 min 19 s     |
| 7e | Merhawi Kudus                | Érythrée    | Astana-Premier Tech    | + 1 min 28 s     |
| 8e | Élie Gesbert                 | France      | Arkéa-Samsic           | + 1 min 31 s     |
| 9e | Mikel Bizkarra               | Espagne     | Euskaltel-Euskadi      | + 1 min 33 s     |
| 10e | Julen Amézqueta              | Espagne     | Caja Rural-Seguros RGA | + 1 min 36 s     |

### 4eétape
| \| Classement de l'étape \| Classement de l'étape \| Classement de l'étape \| Classement de l'étape \| Classement de l'étape \| \| Coureur \| Coureur \| Pays \| Équipe \| Temps \| \| --------------------- \| ---------------------------- \| --------------------- \| ---------------------- \| --------------------- \| \| 1er \| Magnus Cort Nielsen \| Danemark \| EF Education-Nippo \| 3 h 42 min 54 s \| \| 2e \| Gianluca Brambilla \| Italie \| Trek-Segafredo \| + 18 s \| \| 3e \| Tony Gallopin \| France \| AG2R Citroën Team \| + 34 s \| \| 4e \| Jesús Herrada \| Espagne \| Cofidis \| + 44 s \| \| 5e \| Óscar Rodríguez Garaicoechea \| Espagne \| Astana-Premier Tech \| + 54 s \| \| 6e \| Clément Champoussin \| France \| AG2R Citroën Team \| + 58 s \| \| 7e \| Cristian Rodríguez \| Espagne \| Total Direct Énergie \| + 58 s \| \| 8e \| Julen Amézqueta \| Espagne \| Caja Rural-Seguros RGA \| + 1 min 04 s \| \| 9e \| Élie Gesbert \| France \| Arkéa-Samsic \| + 1 min 08 s \| \| 10e \| Antonio Pedrero \| Espagne \| Movistar Team \| + 1 min 11 s \| |                              |          |                        |                 |
| |                              |          |                        |                 |
| Source : ProCyclingStats |                              |          |                        |                 |
| Classement de l'étape |                              |          |                        |                 |
| Coureur | Coureur                      | Pays     | Équipe                 | Temps           |
| 1er | Magnus Cort Nielsen          | Danemark | EF Education-Nippo     | 3 h 42 min 54 s |
| 2e | Gianluca Brambilla           | Italie   | Trek-Segafredo         | + 18 s          |
| 3e | Tony Gallopin                | France   | AG2R Citroën Team      | + 34 s          |
| 4e | Jesús Herrada                | Espagne  | Cofidis                | + 44 s          |
| 5e | Óscar Rodríguez Garaicoechea | Espagne  | Astana-Premier Tech    | + 54 s          |
| 6e | Clément Champoussin          | France   | AG2R Citroën Team      | + 58 s          |
| 7e | Cristian Rodríguez           | Espagne  | Total Direct Énergie   | + 58 s          |
| 8e | Julen Amézqueta              | Espagne  | Caja Rural-Seguros RGA | + 1 min 04 s    |
| 9e | Élie Gesbert                 | France   | Arkéa-Samsic           | + 1 min 08 s    |
| 10e | Antonio Pedrero              | Espagne  | Movistar Team          | + 1 min 11 s    |

## Classements finals

### Classement général final
| \| Classement général \| Classement général \| Classement général \| Classement général \| Classement général \| \| Coureur \| Coureur \| Pays \| Équipe \| Temps \| \| ------------------ \| ---------------------------- \| ------------------ \| ---------------------- \| ------------------ \| \| 1er \| Antonio Pedrero \| Espagne \| Movistar Team \| 18 h 07 min 16 s \| \| 2e \| Jesús Herrada \| Espagne \| Cofidis \| + 25 s \| \| 3e \| Óscar Rodríguez Garaicoechea \| Espagne \| Astana-Premier Tech \| + 34 s \| \| 4e \| Cristian Rodríguez \| Espagne \| Total Direct Énergie \| + 43 s \| \| 5e \| Giulio Ciccone \| Italie \| Trek-Segafredo \| + 58 s \| \| 6e \| Élie Gesbert \| France \| Arkéa-Samsic \| + 1 min 28 s \| \| 7e \| Julen Amézqueta \| Espagne \| Caja Rural-Seguros RGA \| + 1 min 29 s \| \| 8e \| Merhawi Kudus \| Érythrée \| Astana-Premier Tech \| + 1 min 30 s \| \| 9e \| Simon Carr \| Royaume-Uni \| EF Education-Nippo \| + 1 min 31 s \| \| 10e \| Mikel Bizkarra \| Espagne \| Euskaltel-Euskadi \| + 1 min 44 s \| |                              |             |                        |                  |
| |                              |             |                        |                  |
| Source : ProCyclingStats |                              |             |                        |                  |
| Classement général |                              |             |                        |                  |
| Coureur | Coureur                      | Pays        | Équipe                 | Temps            |
| 1er | Antonio Pedrero              | Espagne     | Movistar Team          | 18 h 07 min 16 s |
| 2e | Jesús Herrada                | Espagne     | Cofidis                | + 25 s           |
| 3e | Óscar Rodríguez Garaicoechea | Espagne     | Astana-Premier Tech    | + 34 s           |
| 4e | Cristian Rodríguez           | Espagne     | Total Direct Énergie   | + 43 s           |
| 5e | Giulio Ciccone               | Italie      | Trek-Segafredo         | + 58 s           |
| 6e | Élie Gesbert                 | France      | Arkéa-Samsic           | + 1 min 28 s     |
| 7e | Julen Amézqueta              | Espagne     | Caja Rural-Seguros RGA | + 1 min 29 s     |
| 8e | Merhawi Kudus                | Érythrée    | Astana-Premier Tech    | + 1 min 30 s     |
| 9e | Simon Carr                   | Royaume-Uni | EF Education-Nippo     | + 1 min 31 s     |
| 10e | Mikel Bizkarra               | Espagne     | Euskaltel-Euskadi      | + 1 min 44 s     |

### Classements annexes finals
| Classement par points | Classement par points        | Classement par points | Classement par points | Classement par points |
| Coureur               | Coureur                      | Pays                  | Équipe                | Points                |
| --------------------- | ---------------------------- | --------------------- | --------------------- | --------------------- |
| 1er                   | Andrea Vendrame              | Italie                | AG2R Citroën Team     | 34 pts                |
| 2e                    | Magnus Cort Nielsen          | Danemark              | EF Education-Nippo    | 32 pts                |
| 3e                    | Jesús Herrada                | Espagne               | Cofidis               | 32 pts                |
| 4e                    | Jacopo Mosca                 | Italie                | Trek-Segafredo        | 30 pts                |
| 5e                    | Arnaud Démare                | France                | Groupama-FDJ          | 20 pts                |
| 6e                    | Tony Gallopin                | France                | AG2R Citroën Team     | 20 pts                |
| 7e                    | Romain Hardy                 | France                | Arkéa-Samsic          | 18 pts                |
| 8e                    | Óscar Rodríguez Garaicoechea | Espagne               | Astana-Premier Tech   | 17 pts                |
| 9e                    | Antonio Pedrero              | Espagne               | Movistar Team         | 16 pts                |
| 10e                   | Gianluca Brambilla           | Italie                | Trek-Segafredo        | 13 pts                |

| Classement par points | Classement par points        | Classement par points | Classement par points | Classement par points |
| Coureur               | Coureur                      | Pays                  | Équipe                | Points                |
| --------------------- | ---------------------------- | --------------------- | --------------------- | --------------------- |
| 1er                   | Andrea Vendrame              | Italie                | AG2R Citroën Team     | 34 pts                |
| 2e                    | Magnus Cort Nielsen          | Danemark              | EF Education-Nippo    | 32 pts                |
| 3e                    | Jesús Herrada                | Espagne               | Cofidis               | 32 pts                |
| 4e                    | Jacopo Mosca                 | Italie                | Trek-Segafredo        | 30 pts                |
| 5e                    | Arnaud Démare                | France                | Groupama-FDJ          | 20 pts                |
| 6e                    | Tony Gallopin                | France                | AG2R Citroën Team     | 20 pts                |
| 7e                    | Romain Hardy                 | France                | Arkéa-Samsic          | 18 pts                |
| 8e                    | Óscar Rodríguez Garaicoechea | Espagne               | Astana-Premier Tech   | 17 pts                |
| 9e                    | Antonio Pedrero              | Espagne               | Movistar Team         | 16 pts                |
| 10e                   | Gianluca Brambilla           | Italie                | Trek-Segafredo        | 13 pts                |

| Classement de la montagne | Classement de la montagne | Classement de la montagne | Classement de la montagne | Classement de la montagne |
| Coureur                   | Coureur                   | Pays                      | Équipe                    | Points                    |
| ------------------------- | ------------------------- | ------------------------- | ------------------------- | ------------------------- |
| 1er                       | Álvaro Cuadros            | Espagne                   | Caja Rural-Seguros RGA    | 40 pts                    |
| 2e                        | Tony Gallopin             | France                    | AG2R Citroën Team         | 16 pts                    |
| 3e                        | Daniel Navarro            | Espagne                   | Burgos-BH                 | 16 pts                    |
| 4e                        | Gianluca Brambilla        | Italie                    | Trek-Segafredo            | 14 pts                    |
| 5e                        | Mikel Iturria             | Espagne                   | Euskaltel-Euskadi         | 14 pts                    |
| 6e                        | Juri Hollmann             | Allemagne                 | Movistar Team             | 14 pts                    |
| 7e                        | Magnus Cort Nielsen       | Danemark                  | EF Education-Nippo        | 13 pts                    |
| 8e                        | Jesús Herrada             | Espagne                   | Cofidis                   | 12 pts                    |
| 9e                        | Antonio Pedrero           | Espagne                   | Movistar Team             | 10 pts                    |
| 10e                       | Ángel Madrazo             | Espagne                   | Burgos-BH                 | 9 pts                     |

| Classement de la montagne | Classement de la montagne | Classement de la montagne | Classement de la montagne | Classement de la montagne |
| Coureur                   | Coureur                   | Pays                      | Équipe                    | Points                    |
| ------------------------- | ------------------------- | ------------------------- | ------------------------- | ------------------------- |
| 1er                       | Álvaro Cuadros            | Espagne                   | Caja Rural-Seguros RGA    | 40 pts                    |
| 2e                        | Tony Gallopin             | France                    | AG2R Citroën Team         | 16 pts                    |
| 3e                        | Daniel Navarro            | Espagne                   | Burgos-BH                 | 16 pts                    |
| 4e                        | Gianluca Brambilla        | Italie                    | Trek-Segafredo            | 14 pts                    |
| 5e                        | Mikel Iturria             | Espagne                   | Euskaltel-Euskadi         | 14 pts                    |
| 6e                        | Juri Hollmann             | Allemagne                 | Movistar Team             | 14 pts                    |
| 7e                        | Magnus Cort Nielsen       | Danemark                  | EF Education-Nippo        | 13 pts                    |
| 8e                        | Jesús Herrada             | Espagne                   | Cofidis                   | 12 pts                    |
| 9e                        | Antonio Pedrero           | Espagne                   | Movistar Team             | 10 pts                    |
| 10e                       | Ángel Madrazo             | Espagne                   | Burgos-BH                 | 9 pts                     |

| Classement du meilleur jeune | Classement du meilleur jeune | Classement du meilleur jeune | Classement du meilleur jeune | Classement du meilleur jeune |
| Coureur                      | Coureur                      | Pays                         | Équipe                       | Temps                        |
| ---------------------------- | ---------------------------- | ---------------------------- | ---------------------------- | ---------------------------- |
| 1er                          | Simon Carr                   | Royaume-Uni                  | EF Education-Nippo           | 18 h 08 min 47 s             |
| 2e                           | José Félix Parra             | Espagne                      | Equipo Kern Pharma           | + 45 s                       |
| 3e                           | Joan Bou                     | Espagne                      | Euskaltel-Euskadi            | + 54 s                       |
| 4e                           | Clément Berthet              | France                       | Delko                        | + 1 min 06 s                 |
| 5e                           | Roger Adrià                  | Espagne                      | Equipo Kern Pharma           | + 1 min 46 s                 |
| 6e                           | Jon Agirre                   | Espagne                      | Equipo Kern Pharma           | + 2 min 29 s                 |
| 7e                           | Hugo Toumire                 | France                       | VC Rouen 76                  | + 2 min 33 s                 |
| 8e                           | Clément Champoussin          | France                       | AG2R Citroën Team            | + 3 min 03 s                 |
| 9e                           | Jhojan García                | Colombie                     | Caja Rural-Seguros RGA       | + 3 min 17 s                 |
| 10e                          | Yuriy Natarov                | Kazakhstan                   | Astana-Premier Tech          | + 5 min 17 s                 |

| Classement du meilleur jeune | Classement du meilleur jeune | Classement du meilleur jeune | Classement du meilleur jeune | Classement du meilleur jeune |
| Coureur                      | Coureur                      | Pays                         | Équipe                       | Temps                        |
| ---------------------------- | ---------------------------- | ---------------------------- | ---------------------------- | ---------------------------- |
| 1er                          | Simon Carr                   | Royaume-Uni                  | EF Education-Nippo           | 18 h 08 min 47 s             |
| 2e                           | José Félix Parra             | Espagne                      | Equipo Kern Pharma           | + 45 s                       |
| 3e                           | Joan Bou                     | Espagne                      | Euskaltel-Euskadi            | + 54 s                       |
| 4e                           | Clément Berthet              | France                       | Delko                        | + 1 min 06 s                 |
| 5e                           | Roger Adrià                  | Espagne                      | Equipo Kern Pharma           | + 1 min 46 s                 |
| 6e                           | Jon Agirre                   | Espagne                      | Equipo Kern Pharma           | + 2 min 29 s                 |
| 7e                           | Hugo Toumire                 | France                       | VC Rouen 76                  | + 2 min 33 s                 |
| 8e                           | Clément Champoussin          | France                       | AG2R Citroën Team            | + 3 min 03 s                 |
| 9e                           | Jhojan García                | Colombie                     | Caja Rural-Seguros RGA       | + 3 min 17 s                 |
| 10e                          | Yuriy Natarov                | Kazakhstan                   | Astana-Premier Tech          | + 5 min 17 s                 |

| Classement par équipes | Classement par équipes | Classement par équipes | Classement par équipes |
| Équipe                 | Équipe                 | Pays                   | Temps                  |
| ---------------------- | ---------------------- | ---------------------- | ---------------------- |
| 1re                    | Astana-Premier Tech    | Kazakhstan             | 54 h 30 min 44 s       |
| 2e                     | Equipo Kern Pharma     | Espagne                | + 39 s                 |
| 3e                     | Trek-Segafredo         | États-Unis             | + 1 min 54 s           |
| 4e                     | Euskaltel-Euskadi      | Espagne                | + 7 min 09 s           |
| 5e                     | Arkéa-Samsic           | France                 | + 12 min 01 s          |
| 6e                     | Movistar Team          | Espagne                | + 12 min 57 s          |
| 7e                     | Caja Rural-Seguros RGA | Espagne                | + 13 min 17 s          |
| 8e                     | AG2R Citroën Team      | France                 | + 15 min 10 s          |
| 9e                     | Delko                  | France                 | + 21 min 37 s          |
| 10e                    | EF Education-Nippo     | États-Unis             | + 31 min 54 s          |

| Classement par équipes | Classement par équipes | Classement par équipes | Classement par équipes |
| Équipe                 | Équipe                 | Pays                   | Temps                  |
| ---------------------- | ---------------------- | ---------------------- | ---------------------- |
| 1re                    | Astana-Premier Tech    | Kazakhstan             | 54 h 30 min 44 s       |
| 2e                     | Equipo Kern Pharma     | Espagne                | + 39 s                 |
| 3e                     | Trek-Segafredo         | États-Unis             | + 1 min 54 s           |
| 4e                     | Euskaltel-Euskadi      | Espagne                | + 7 min 09 s           |
| 5e                     | Arkéa-Samsic           | France                 | + 12 min 01 s          |
| 6e                     | Movistar Team          | Espagne                | + 12 min 57 s          |
| 7e                     | Caja Rural-Seguros RGA | Espagne                | + 13 min 17 s          |
| 8e                     | AG2R Citroën Team      | France                 | + 15 min 10 s          |
| 9e                     | Delko                  | France                 | + 21 min 37 s          |
| 10e                    | EF Education-Nippo     | États-Unis             | + 31 min 54 s          |

## Classement UCI
La course attribue des points au Classement mondial UCI 2020 selon le barème suivant.
| Position           | 1er | 2e | 3e | 4e | 5e | 6e | 7e | 8e | 9e | 10e | 11e | 12e | 13e à 15e | 16e à 25e |
| Classement général | 125 | 85 | 70 | 60 | 50 | 40 | 35 | 30 | 25 | 20  | 15  | 10  | 5         | 3         |
| Par étape          | 14  | 5  | 3  |    |    |    |    |    |    |     |     |     |           |           |
| Leader, par étape  | 3   |    |    |    |    |    |    |    |    |     |     |     |           |           |

## Évolution des classements
| Étape              | Vainqueur          | Classement général | Classement par points | Classement de la montagne | Classement du meilleur jeune | Classement par équipes |
| ------------------ | ------------------ | ------------------ | --------------------- | ------------------------- | ---------------------------- | ---------------------- |
| 1                  | Andrea Vendrame    | Andrea Vendrame    | Andrea Vendrame       | Álvaro Cuadros            | Jon Agirre                   | AG2R Citroën           |
| 2                  | Arnaud Démare      | Andrea Vendrame    | Jacopo Mosca          | Álvaro Cuadros            | Jon Agirre                   | AG2R Citroën           |
| 3                  | Antonio Pedrero    | Antonio Pedrero    | Jacopo Mosca          | Álvaro Cuadros            | Simon Carr                   | Astana-Premier Tech    |
| 4                  | Magnus Cort        | Antonio Pedrero    | Andrea Vendrame       | Álvaro Cuadros            | Simon Carr                   | Astana-Premier Tech    |
| Classements finals | Classements finals | Antonio Pedrero    | Andrea Vendrame       | Álvaro Cuadros            | Simon Carr                   | Astana-Premier Tech    |

## Liste des participants
Arnaud Démare a annoncé sa participation à l'édition 2021 de la course.
| Ineos Grenadiers IGD | Ineos Grenadiers IGD | Ineos Grenadiers IGD |
| -------------------- | -------------------- | -------------------- |
| Num                  | Coureur              | Pos                  |
| 1                    | Ben Swift (GBR)      | 33e                  |
| 2                    | Leonardo Basso (ITA) | 71e                  |
| 3                    | Owain Doull (GBR)    | 48e                  |
| 4                    | Brandon Rivera (COL) | AB-4                 |
| 5                    | Cameron Wurf (AUS)   | 46e                  |

| Total Direct Énergie TDE | Total Direct Énergie TDE | Total Direct Énergie TDE |
| ------------------------ | ------------------------ | ------------------------ |
| Num                      | Coureur                  | Pos                      |
| 11                       | Cristian Rodríguez (ESP) | 4e                       |
| 12                       | Alexandre Geniez (FRA)   | 57e                      |
| 13                       | Jérémy Cabot (FRA)       | 32e                      |
| 14                       | Marlon Gaillard (FRA)    | 94e                      |
| 15                       | Valentin Ferron (FRA)    | 77e                      |
| 16                       | Fabien Grellier (FRA)    | 42e                      |
| 17                       | Lorrenzo Manzin (FRA)    | 89e                      |

| Astana-Premier Tech APT | Astana-Premier Tech APT            | Astana-Premier Tech APT |
| ----------------------- | ---------------------------------- | ----------------------- |
| Num                     | Coureur                            | Pos                     |
| 21                      | Luis León Sánchez (ESP)            | 36e                     |
| 22                      | Gleb Brussenskiy (KAZ)             | AB-1                    |
| 23                      | Yevgeniy Fedorov (KAZ)             | 96e                     |
| 24                      | Merhawi Kudus (ERI)                | 8e                      |
| 25                      | Yuriy Natarov (KAZ)                | 24e                     |
| 26                      | Dmitriy Gruzdev (KAZ)              | 78e                     |
| 27                      | Óscar Rodríguez Garaicoechea (ESP) | 3e                      |

| Groupama-FDJ GFC | Groupama-FDJ GFC          | Groupama-FDJ GFC |
| ---------------- | ------------------------- | ---------------- |
| Num              | Coureur                   | Pos              |
| 31               | Arnaud Démare (FRA)       | 104e             |
| 32               | Jacopo Guarnieri (ITA)    | 38e              |
| 33               | Ramon Sinkeldam (NED)     | 103e             |
| 34               | Miles Scotson (AUS)       | 75e              |
| 35               | Ignatas Konovalovas (LTU) | 67e              |
| 36               | Clément Davy (FRA)        | 100e             |
| 37               | Anthony Roux (FRA)        | 56e              |

| Trek-Segafredo TFS | Trek-Segafredo TFS       | Trek-Segafredo TFS |
| ------------------ | ------------------------ | ------------------ |
| Num                | Coureur                  | Pos                |
| 41                 | Giulio Ciccone (ITA)     | 5e                 |
| 43                 | Gianluca Brambilla (ITA) | 22e                |
| 45                 | Juan Pedro López (ESP)   | 53e                |
| 46                 | Jacopo Mosca (ITA)       | 38e                |
| 47                 | Michel Ries (LUX)        | 26e                |

| Arkéa-Samsic ARK | Arkéa-Samsic ARK     | Arkéa-Samsic ARK |
| ---------------- | -------------------- | ---------------- |
| Num              | Coureur              | Pos              |
| 51               | Élie Gesbert (FRA)   | 6e               |
| 52               | Thomas Boudat (FRA)  | AB-4             |
| 53               | Romain Hardy (FRA)   | 25e              |
| 54               | Kévin Ledanois (FRA) | 35e              |
| 55               | Matîs Louvel (FRA)   | 59e              |
| 56               | Dayer Quintana (COL) | 58e              |
| 57               | Diego Rosa (ITA)     | 50e              |

| B&B Hotels p/b KTM BBK | B&B Hotels p/b KTM BBK      | B&B Hotels p/b KTM BBK |
| ---------------------- | --------------------------- | ---------------------- |
| Num                    | Coureur                     | Pos                    |
| 61                     | Alan Boileau (FRA)          |                        |
| 62                     | Nicola Bagioli (ITA)        | 92e                    |
| 63                     | Julien Morice (FRA)         | 88e                    |
| 64                     | Maxime Cam (FRA)            | AB-4                   |
| 65                     | Thibault Ferasse (FRA)      | AB-3                   |
| 66                     | Luca Mozzato (ITA)          | 101e                   |
| 67                     | Sebastian Schönberger (AUT) | 20e                    |

| Cofidis COF | Cofidis COF            | Cofidis COF |
| ----------- | ---------------------- | ----------- |
| Num         | Coureur                | Pos         |
| 71          | Jesús Herrada (ESP)    | 2e          |
| 72          | André Carvalho (POR)   | 84e         |
| 73          | Thomas Champion (FRA)  | 66e         |
| 74          | Fernando Barceló (ESP) | 41e         |
| 75          | Eddy Finé (FRA)        | 73e         |
| 76          | José Herrada (ESP)     | 55e         |

| AG2R Citroën Team ACT | AG2R Citroën Team ACT     | AG2R Citroën Team ACT |
| --------------------- | ------------------------- | --------------------- |
| Num                   | Coureur                   | Pos                   |
| 81                    | Lilian Calmejane (FRA)    | 90e                   |
| 82                    | Clément Champoussin (FRA) | 19e                   |
| 83                    | Stan Dewulf (BEL)         | 63e                   |
| 84                    | Julien Duval (FRA)        | AB-3                  |
| 85                    | Tony Gallopin (FRA)       | 28e                   |
| 86                    | Andrea Vendrame (ITA)     | 34e                   |
| 87                    | Nicolas Prodhomme (FRA)   | 44e                   |

| Movistar Team MOV | Movistar Team MOV       | Movistar Team MOV |
| ----------------- | ----------------------- | ----------------- |
| Num               | Coureur                 | Pos               |
| 91                | Gregor Mühlberger (AUT) | 16e               |
| 92                | Juri Hollmann (GER)     | 39e               |
| 93                | Iñigo Elosegui (ESP)    | 70e               |
| 94                | Sebastián Mora (ESP)    | 102e              |
| 95                | Mathias Norsgaard (DEN) |                   |
| 96                | Antonio Pedrero (ESP)   | 1er               |
| 97                | Lluís Mas (ESP)         | 37e               |

| Equipo Kern Pharma EKP | Equipo Kern Pharma EKP     | Equipo Kern Pharma EKP |
| ---------------------- | -------------------------- | ---------------------- |
| Num                    | Coureur                    | Pos                    |
| 101                    | Diego López (ESP)          | 54e                    |
| 102                    | José Félix Parra (ESP)     | 11e                    |
| 103                    | Ibon Ruiz (ESP)            | 82e                    |
| 104                    | Roger Adrià (ESP)          | 14e                    |
| 105                    | Martí Márquez (ESP)        | 43e                    |
| 106                    | Carlos García Pierna (ESP) | 29e                    |
| 107                    | Jon Agirre (ESP)           | 15e                    |

| EF Education-Nippo EFN | EF Education-Nippo EFN    | EF Education-Nippo EFN |
| ---------------------- | ------------------------- | ---------------------- |
| Num                    | Coureur                   | Pos                    |
| 111                    | Simon Carr (GBR)          | 9e                     |
| 112                    | William Barta (USA)       | 64e                    |
| 113                    | Mitchell Docker (AUS)     | 85e                    |
| 114                    | Lachlan Morton (AUS)      | 91e                    |
| 115                    | Magnus Cort Nielsen (DEN) | 30e                    |
| 116                    | Logan Owen (USA)          | 65e                    |
| 117                    | Alberto Bettiol (ITA)     | AB-3                   |

| Bike Aid BAI | Bike Aid BAI               | Bike Aid BAI |
| ------------ | -------------------------- | ------------ |
| Num          | Coureur                    | Pos          |
| 121          | Erik Bergström Frisk (SWE) | AB-1         |
| 122          | Lucas Carstensen (GER)     | AB-3         |
| 123          | Salim Kipkemboi (KEN)      |              |
| 124          | Mekseb Debesay (ERI)       |              |
| 125          | Marco König (GER)          | 106e         |
| 126          | Adne van Engelen (NED)     | 99e          |
| 127          | Charles Kagimu (UGA)       | AB-4         |

| Caja Rural-Seguros RGA CJR | Caja Rural-Seguros RGA CJR | Caja Rural-Seguros RGA CJR |
| -------------------------- | -------------------------- | -------------------------- |
| Num                        | Coureur                    | Pos                        |
| 131                        | Orluis Aular (VEN)         |                            |
| 132                        | Julen Amézqueta (ESP)      | 7e                         |
| 133                        | Álvaro Cuadros (ESP)       | 47e                        |
| 134                        | Jhojan García (COL)        | 19e                        |
| 135                        | Jokin Murguialday (ESP)    | 52e                        |
| 136                        | David González López (ESP) | 87e                        |
| 137                        | Héctor Sáez (ESP)          | AB-3                       |

| Xelliss-Roubaix Lille Métropole XRL | Xelliss-Roubaix Lille Métropole XRL | Xelliss-Roubaix Lille Métropole XRL |
| ----------------------------------- | ----------------------------------- | ----------------------------------- |
| Num                                 | Coureur                             | Pos                                 |
| 141                                 | Mathias De Witte (BEL)              | AB-3                                |
| 142                                 | Ivan Centrone (LUX)                 | AB-1                                |
| 143                                 | Maximilien Picoux (BEL)             | NP                                  |
| 144                                 | Samuel Leroux (FRA)                 | 95e                                 |
| 145                                 | Julien Antomarchi (FRA)             | NP                                  |
| 146                                 | Maxime Urruty (FRA)                 | NP                                  |
| 147                                 | Emiel Vermeulen (BEL)               | AB-4                                |

| Euskaltel-Euskadi EUS | Euskaltel-Euskadi EUS | Euskaltel-Euskadi EUS |
| --------------------- | --------------------- | --------------------- |
| Num                   | Coureur               | Pos                   |
| 151                   | Mikel Bizkarra (ESP)  | 10e                   |
| 152                   | Iker Ballarin (ESP)   | 79e                   |
| 153                   | Joan Bou (ESP)        | 12e                   |
| 154                   | Garikoitz Bravo (ESP) | 49e                   |
| 155                   | Unai Cuadrado (ESP)   | AB-1                  |
| 156                   | Mikel Iturria (ESP)   | 31e                   |
| 157                   | Txomin Juaristi (ESP) | 51e                   |

| Delko DKO | Delko DKO                  | Delko DKO |
| --------- | -------------------------- | --------- |
| Num       | Coureur                    | Pos       |
| 161       | José Manuel Díaz (ESP)     | 27e       |
| 162       | Clément Berthet (FRA)      | 13e       |
| 163       | Alexandre Delettre (FRA)   | 74e       |
| 164       | Delio Fernández (ESP)      | 60e       |
| 165       | Eduard-Michael Grosu (ROU) | AB-3      |
| 166       | Eduard Prades (ESP)        | 83e       |
| 167       | Julien Trarieux (FRA)      | 72e       |

| Saint Michel-Auber 93 AUB | Saint Michel-Auber 93 AUB | Saint Michel-Auber 93 AUB |
| ------------------------- | ------------------------- | ------------------------- |
| Num                       | Coureur                   | Pos                       |
| 171                       | Stéphane Rossetto (FRA)   | 23e                       |
| 172                       | Romain Cardis (FRA)       | AB-4                      |
| 173                       | Adrien Guillonnet (FRA)   | 62e                       |
| 174                       | Morne van Niekerk (RSA)   | 98e                       |
| 175                       | Anthony Maldonado (FRA)   | 81e                       |
| 176                       | Flavien Maurelet (FRA)    | 80e                       |
| 177                       | Yoann Paillot (FRA)       | AB-3                      |

| Burgos-BH BBH | Burgos-BH BBH            | Burgos-BH BBH |
| ------------- | ------------------------ | ------------- |
| Num           | Coureur                  | Pos           |
| 181           | Daniel Navarro (ESP)     | 40e           |
| 182           | Victor Langellotti (MON) | 76e           |
| 183           | Ander Okamika (ESP)      | 21e           |
| 184           | Jesús Ezquerra (ESP)     | NP            |
| 185           | Alex Molenaar (NED)      | AB-3          |
| 186           | Óscar Cabedo (ESP)       | 86e           |
| 187           | Ángel Madrazo (ESP)      | 69e           |

| France FRA | France FRA          | France FRA |
| ---------- | ------------------- | ---------- |
| Num        | Coureur             | Pos        |
| 191        | Alex Baudin         | 61e        |
| 192        | Clément Braz Afonso | 68e        |
| 193        | Thomas Bonnet       | 93e        |
| 194        | Alan Jousseaume     | 45e        |
| 195        | Valentin Retailleau | 107e       |
| 196        | Hugo Toumire        | 17e        |
| 197        | Axel Zingle         | AB-2       |

| Ineos Grenadiers IGD | Ineos Grenadiers IGD | Ineos Grenadiers IGD |
| -------------------- | -------------------- | -------------------- |
| Num                  | Coureur              | Pos                  |
| 1                    | Ben Swift (GBR)      | 33e                  |
| 2                    | Leonardo Basso (ITA) | 71e                  |
| 3                    | Owain Doull (GBR)    | 48e                  |
| 4                    | Brandon Rivera (COL) | AB-4                 |
| 5                    | Cameron Wurf (AUS)   | 46e                  |

| Total Direct Énergie TDE | Total Direct Énergie TDE | Total Direct Énergie TDE |
| ------------------------ | ------------------------ | ------------------------ |
| Num                      | Coureur                  | Pos                      |
| 11                       | Cristian Rodríguez (ESP) | 4e                       |
| 12                       | Alexandre Geniez (FRA)   | 57e                      |
| 13                       | Jérémy Cabot (FRA)       | 32e                      |
| 14                       | Marlon Gaillard (FRA)    | 94e                      |
| 15                       | Valentin Ferron (FRA)    | 77e                      |
| 16                       | Fabien Grellier (FRA)    | 42e                      |
| 17                       | Lorrenzo Manzin (FRA)    | 89e                      |

| Astana-Premier Tech APT | Astana-Premier Tech APT            | Astana-Premier Tech APT |
| ----------------------- | ---------------------------------- | ----------------------- |
| Num                     | Coureur                            | Pos                     |
| 21                      | Luis León Sánchez (ESP)            | 36e                     |
| 22                      | Gleb Brussenskiy (KAZ)             | AB-1                    |
| 23                      | Yevgeniy Fedorov (KAZ)             | 96e                     |
| 24                      | Merhawi Kudus (ERI)                | 8e                      |
| 25                      | Yuriy Natarov (KAZ)                | 24e                     |
| 26                      | Dmitriy Gruzdev (KAZ)              | 78e                     |
| 27                      | Óscar Rodríguez Garaicoechea (ESP) | 3e                      |

| Groupama-FDJ GFC | Groupama-FDJ GFC          | Groupama-FDJ GFC |
| ---------------- | ------------------------- | ---------------- |
| Num              | Coureur                   | Pos              |
| 31               | Arnaud Démare (FRA)       | 104e             |
| 32               | Jacopo Guarnieri (ITA)    | 38e              |
| 33               | Ramon Sinkeldam (NED)     | 103e             |
| 34               | Miles Scotson (AUS)       | 75e              |
| 35               | Ignatas Konovalovas (LTU) | 67e              |
| 36               | Clément Davy (FRA)        | 100e             |
| 37               | Anthony Roux (FRA)        | 56e              |

| Trek-Segafredo TFS | Trek-Segafredo TFS       | Trek-Segafredo TFS |
| ------------------ | ------------------------ | ------------------ |
| Num                | Coureur                  | Pos                |
| 41                 | Giulio Ciccone (ITA)     | 5e                 |
| 43                 | Gianluca Brambilla (ITA) | 22e                |
| 45                 | Juan Pedro López (ESP)   | 53e                |
| 46                 | Jacopo Mosca (ITA)       | 38e                |
| 47                 | Michel Ries (LUX)        | 26e                |

| Arkéa-Samsic ARK | Arkéa-Samsic ARK     | Arkéa-Samsic ARK |
| ---------------- | -------------------- | ---------------- |
| Num              | Coureur              | Pos              |
| 51               | Élie Gesbert (FRA)   | 6e               |
| 52               | Thomas Boudat (FRA)  | AB-4             |
| 53               | Romain Hardy (FRA)   | 25e              |
| 54               | Kévin Ledanois (FRA) | 35e              |
| 55               | Matîs Louvel (FRA)   | 59e              |
| 56               | Dayer Quintana (COL) | 58e              |
| 57               | Diego Rosa (ITA)     | 50e              |

| B&B Hotels p/b KTM BBK | B&B Hotels p/b KTM BBK      | B&B Hotels p/b KTM BBK |
| ---------------------- | --------------------------- | ---------------------- |
| Num                    | Coureur                     | Pos                    |
| 61                     | Alan Boileau (FRA)          |                        |
| 62                     | Nicola Bagioli (ITA)        | 92e                    |
| 63                     | Julien Morice (FRA)         | 88e                    |
| 64                     | Maxime Cam (FRA)            | AB-4                   |
| 65                     | Thibault Ferasse (FRA)      | AB-3                   |
| 66                     | Luca Mozzato (ITA)          | 101e                   |
| 67                     | Sebastian Schönberger (AUT) | 20e                    |

| Cofidis COF | Cofidis COF            | Cofidis COF |
| ----------- | ---------------------- | ----------- |
| Num         | Coureur                | Pos         |
| 71          | Jesús Herrada (ESP)    | 2e          |
| 72          | André Carvalho (POR)   | 84e         |
| 73          | Thomas Champion (FRA)  | 66e         |
| 74          | Fernando Barceló (ESP) | 41e         |
| 75          | Eddy Finé (FRA)        | 73e         |
| 76          | José Herrada (ESP)     | 55e         |

| AG2R Citroën Team ACT | AG2R Citroën Team ACT     | AG2R Citroën Team ACT |
| --------------------- | ------------------------- | --------------------- |
| Num                   | Coureur                   | Pos                   |
| 81                    | Lilian Calmejane (FRA)    | 90e                   |
| 82                    | Clément Champoussin (FRA) | 19e                   |
| 83                    | Stan Dewulf (BEL)         | 63e                   |
| 84                    | Julien Duval (FRA)        | AB-3                  |
| 85                    | Tony Gallopin (FRA)       | 28e                   |
| 86                    | Andrea Vendrame (ITA)     | 34e                   |
| 87                    | Nicolas Prodhomme (FRA)   | 44e                   |

| Movistar Team MOV | Movistar Team MOV       | Movistar Team MOV |
| ----------------- | ----------------------- | ----------------- |
| Num               | Coureur                 | Pos               |
| 91                | Gregor Mühlberger (AUT) | 16e               |
| 92                | Juri Hollmann (GER)     | 39e               |
| 93                | Iñigo Elosegui (ESP)    | 70e               |
| 94                | Sebastián Mora (ESP)    | 102e              |
| 95                | Mathias Norsgaard (DEN) |                   |
| 96                | Antonio Pedrero (ESP)   | 1er               |
| 97                | Lluís Mas (ESP)         | 37e               |

| Equipo Kern Pharma EKP | Equipo Kern Pharma EKP     | Equipo Kern Pharma EKP |
| ---------------------- | -------------------------- | ---------------------- |
| Num                    | Coureur                    | Pos                    |
| 101                    | Diego López (ESP)          | 54e                    |
| 102                    | José Félix Parra (ESP)     | 11e                    |
| 103                    | Ibon Ruiz (ESP)            | 82e                    |
| 104                    | Roger Adrià (ESP)          | 14e                    |
| 105                    | Martí Márquez (ESP)        | 43e                    |
| 106                    | Carlos García Pierna (ESP) | 29e                    |
| 107                    | Jon Agirre (ESP)           | 15e                    |

| EF Education-Nippo EFN | EF Education-Nippo EFN    | EF Education-Nippo EFN |
| ---------------------- | ------------------------- | ---------------------- |
| Num                    | Coureur                   | Pos                    |
| 111                    | Simon Carr (GBR)          | 9e                     |
| 112                    | William Barta (USA)       | 64e                    |
| 113                    | Mitchell Docker (AUS)     | 85e                    |
| 114                    | Lachlan Morton (AUS)      | 91e                    |
| 115                    | Magnus Cort Nielsen (DEN) | 30e                    |
| 116                    | Logan Owen (USA)          | 65e                    |
| 117                    | Alberto Bettiol (ITA)     | AB-3                   |

| Bike Aid BAI | Bike Aid BAI               | Bike Aid BAI |
| ------------ | -------------------------- | ------------ |
| Num          | Coureur                    | Pos          |
| 121          | Erik Bergström Frisk (SWE) | AB-1         |
| 122          | Lucas Carstensen (GER)     | AB-3         |
| 123          | Salim Kipkemboi (KEN)      |              |
| 124          | Mekseb Debesay (ERI)       |              |
| 125          | Marco König (GER)          | 106e         |
| 126          | Adne van Engelen (NED)     | 99e          |
| 127          | Charles Kagimu (UGA)       | AB-4         |

| Caja Rural-Seguros RGA CJR | Caja Rural-Seguros RGA CJR | Caja Rural-Seguros RGA CJR |
| -------------------------- | -------------------------- | -------------------------- |
| Num                        | Coureur                    | Pos                        |
| 131                        | Orluis Aular (VEN)         |                            |
| 132                        | Julen Amézqueta (ESP)      | 7e                         |
| 133                        | Álvaro Cuadros (ESP)       | 47e                        |
| 134                        | Jhojan García (COL)        | 19e                        |
| 135                        | Jokin Murguialday (ESP)    | 52e                        |
| 136                        | David González López (ESP) | 87e                        |
| 137                        | Héctor Sáez (ESP)          | AB-3                       |

| Xelliss-Roubaix Lille Métropole XRL | Xelliss-Roubaix Lille Métropole XRL | Xelliss-Roubaix Lille Métropole XRL |
| ----------------------------------- | ----------------------------------- | ----------------------------------- |
| Num                                 | Coureur                             | Pos                                 |
| 141                                 | Mathias De Witte (BEL)              | AB-3                                |
| 142                                 | Ivan Centrone (LUX)                 | AB-1                                |
| 143                                 | Maximilien Picoux (BEL)             | NP                                  |
| 144                                 | Samuel Leroux (FRA)                 | 95e                                 |
| 145                                 | Julien Antomarchi (FRA)             | NP                                  |
| 146                                 | Maxime Urruty (FRA)                 | NP                                  |
| 147                                 | Emiel Vermeulen (BEL)               | AB-4                                |

| Euskaltel-Euskadi EUS | Euskaltel-Euskadi EUS | Euskaltel-Euskadi EUS |
| --------------------- | --------------------- | --------------------- |
| Num                   | Coureur               | Pos                   |
| 151                   | Mikel Bizkarra (ESP)  | 10e                   |
| 152                   | Iker Ballarin (ESP)   | 79e                   |
| 153                   | Joan Bou (ESP)        | 12e                   |
| 154                   | Garikoitz Bravo (ESP) | 49e                   |
| 155                   | Unai Cuadrado (ESP)   | AB-1                  |
| 156                   | Mikel Iturria (ESP)   | 31e                   |
| 157                   | Txomin Juaristi (ESP) | 51e                   |

| Delko DKO | Delko DKO                  | Delko DKO |
| --------- | -------------------------- | --------- |
| Num       | Coureur                    | Pos       |
| 161       | José Manuel Díaz (ESP)     | 27e       |
| 162       | Clément Berthet (FRA)      | 13e       |
| 163       | Alexandre Delettre (FRA)   | 74e       |
| 164       | Delio Fernández (ESP)      | 60e       |
| 165       | Eduard-Michael Grosu (ROU) | AB-3      |
| 166       | Eduard Prades (ESP)        | 83e       |
| 167       | Julien Trarieux (FRA)      | 72e       |

| Saint Michel-Auber 93 AUB | Saint Michel-Auber 93 AUB | Saint Michel-Auber 93 AUB |
| ------------------------- | ------------------------- | ------------------------- |
| Num                       | Coureur                   | Pos                       |
| 171                       | Stéphane Rossetto (FRA)   | 23e                       |
| 172                       | Romain Cardis (FRA)       | AB-4                      |
| 173                       | Adrien Guillonnet (FRA)   | 62e                       |
| 174                       | Morne van Niekerk (RSA)   | 98e                       |
| 175                       | Anthony Maldonado (FRA)   | 81e                       |
| 176                       | Flavien Maurelet (FRA)    | 80e                       |
| 177                       | Yoann Paillot (FRA)       | AB-3                      |

| Burgos-BH BBH | Burgos-BH BBH            | Burgos-BH BBH |
| ------------- | ------------------------ | ------------- |
| Num           | Coureur                  | Pos           |
| 181           | Daniel Navarro (ESP)     | 40e           |
| 182           | Victor Langellotti (MON) | 76e           |
| 183           | Ander Okamika (ESP)      | 21e           |
| 184           | Jesús Ezquerra (ESP)     | NP            |
| 185           | Alex Molenaar (NED)      | AB-3          |
| 186           | Óscar Cabedo (ESP)       | 86e           |
| 187           | Ángel Madrazo (ESP)      | 69e           |

| France FRA | France FRA          | France FRA |
| ---------- | ------------------- | ---------- |
| Num        | Coureur             | Pos        |
| 191        | Alex Baudin         | 61e        |
| 192        | Clément Braz Afonso | 68e        |
| 193        | Thomas Bonnet       | 93e        |
| 194        | Alan Jousseaume     | 45e        |
| 195        | Valentin Retailleau | 107e       |
| 196        | Hugo Toumire        | 17e        |
| 197        | Axel Zingle         | AB-2       |

## Galerie

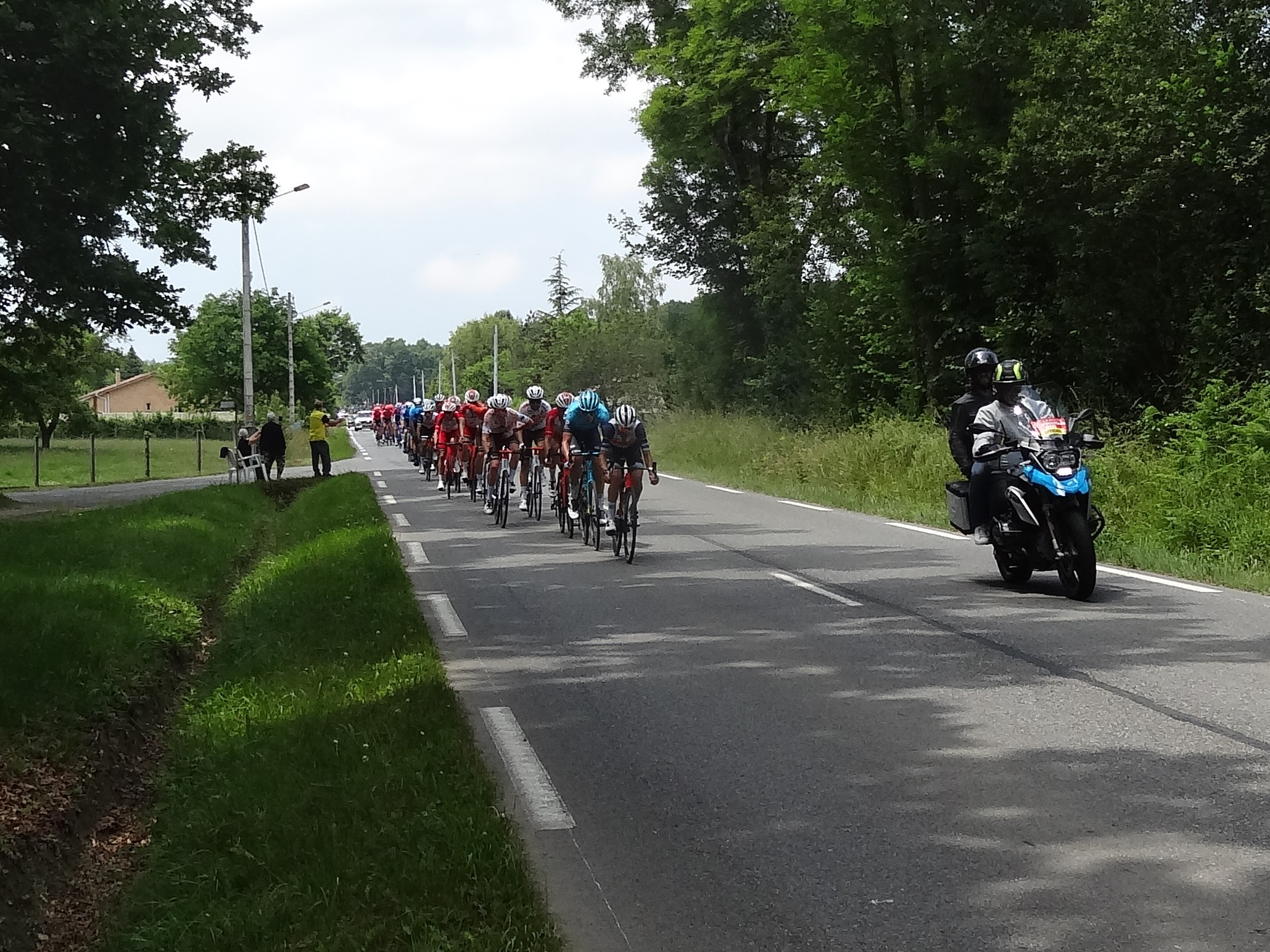
Le peloton lors de la troisième étape.
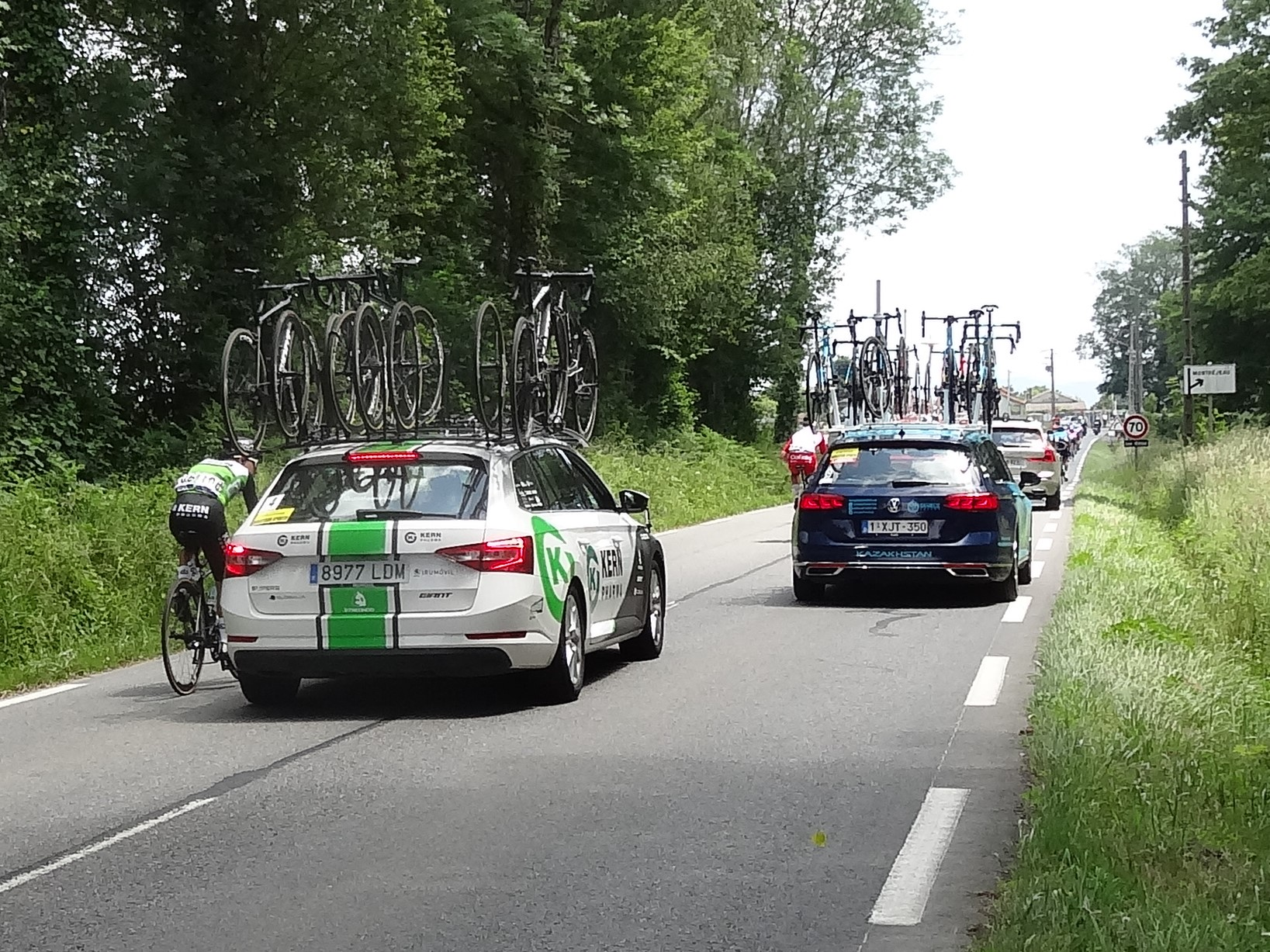
La file des voitures.
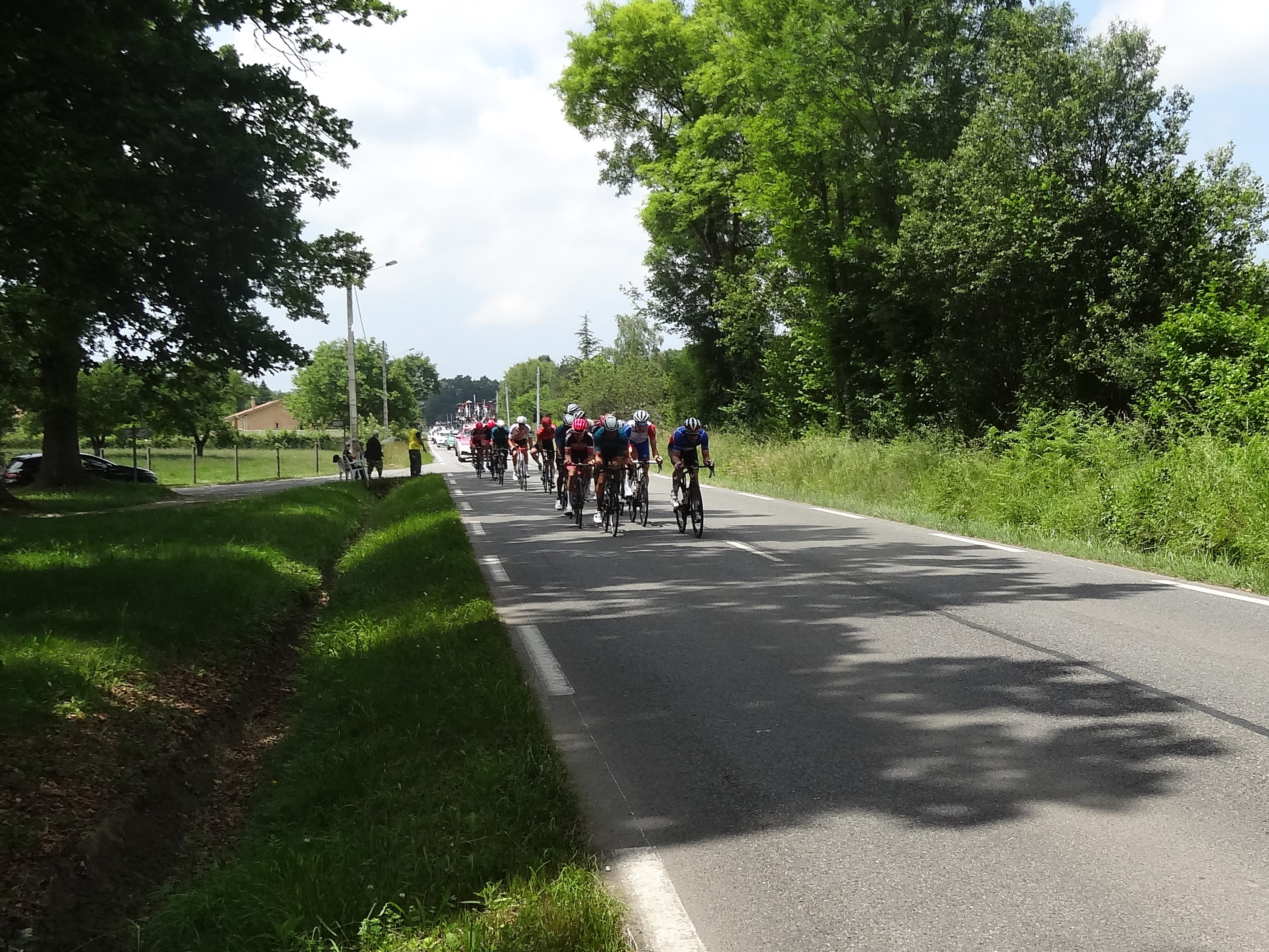
Le gruppetto lors de la même étape.